# Рексал Плейс
„Рексал Плейс“ е спортна арена в Едмънтън, Албърта, Канада.
Съоръжението е построено през 1974 година. Цената му за изработване е 17,3 милиона долара. Има капацитет до 16 839 души.
Седалище е на Едмънтън Ойлърс.
|  | Тази страница частично или изцяло представлява превод на страницата Rexall Place в Уикипедия на английски. Оригиналният текст, както и този превод, са защитени от Лиценза „Криейтив Комънс – Признание – Споделяне на споделеното“, а за съдържание, създадено преди юни 2009 година – от Лиценза за свободна документация на ГНУ. Прегледайте историята на редакциите на оригиналната страница, както и на преводната страница, за да видите списъка на съавторите. ВАЖНО: Този шаблон се отнася единствено до авторските права върху съдържанието на статията. Добавянето му не отменя изискването да се посочват конкретни източници на твърденията, които да бъдат благонадеждни. |